# Лебедёвка (Добрушский район)
Лебедёвка (бел. Лебядзёўка) — посёлок в Переростовском сельсовете Добрушского района Гомельской области Республики Беларусь.

## География
В 18 км на юго-восток от районного центра Добруш и железнодорожной станции в этом городе, в 46 км от Гомеля.

## Транспортная система
Транспортная связь по автодороге Васильевка — Гомель. В деревне 61 жилой дом (2004 год). Планировка состоит из прямолинейной улицы с направленностью с юго-востока на северо-запад. На юге примыкает короткая улица. Застройка двухсторонняя, деревянными домами усадебного типа.

## История
Основан в XIX веке как фольварк в Белицком повете Могилёвской губернии. Центр Зефельдской экономии Гомельского имения. Во владении фельдмаршала графа П.А. Румянцева-Задунайского. С 1834 года владение фельдмаршала графа И. Ф. Паскевича. В 1909 году в составе Краснобудской волости Гомельского повета Могилёвской губернии. В начале 1920-х годов посёлок быстро рос за счёт переселения новых жителей с соседних деревень на бывшие помещичьи земли.
В 1931 году жители вступили в колхоз.
Во время Великой Отечественной войны в сентябре 1943 года оккупанты полностью сожгли посёлок.
В 1969 году к посёлку была присоединена деревня Калинино. В составе колхоза имени М. И. Калинина с центром в деревне Перерост. Работала начальная школа.

## Население

### Численность
- 2004 год — 61 двор, 149 жителей

### Динамика
- 1909 год — 47 жителей
- 1940 год — 63 двора, 316 жителей
- 1959 год — 179 жителей (согласно переписи)
- 2004 год — 61 двор, 149 жителей